# Rattus everetti
Rattus everetti  (Günther, 1879) è un roditore della famiglia dei Muridi endemico delle Filippine.

## Descrizione

### Dimensioni
Roditore di grandi dimensioni, con la lunghezza della testa e del corpo tra 164 e 271 mm, la lunghezza della coda tra 211 e 257 mm, la lunghezza del piede tra 40 e 53 mm, la lunghezza delle orecchie tra 22 e 30 mm e un peso fino a 490 g.

### Aspetto
La pelliccia è ruvida e cosparsa di peli spinosi. Le parti superiori sono brunastre, cosparse di lunghi peli nerastri, mentre le parti inferiori sono bianco-grigiastre. I piedi sono biancastri. Le orecchie sono corte, rotonde e prive di peli. La coda è più lunga della testa e del corpo ed è uniformemente nerastra con il terzo terminale bianco. Le femmine hanno due paia di mammelle pettorali e due paia inguinali. Il cariotipo è 2n=42 FN=64-70.

## Biologia

### Comportamento
È una specie terricola e notturna. Talvolta si arrampica sugli alberi alla ricerca di cibo.

### Alimentazione
Si nutre di semi, frutta e invertebrati.

## Distribuzione e habitat
Questa specie è diffusa nelle Filippine: Basilan, Biliran, Bohol, Provincia di Camiguin, Catanduanes, Dinagat, Leyte, Luzon, Marinduque, Maripipi, Mindanao, Mindoro, Burias, Palaui, Panay, Polillo, Samar, Siargao e Ticao.
Vive nelle foreste di pianura, montane muschiose primarie e secondarie fino a 2.400 metri di altitudine. Si trova anche in boscaglie vicino ad ambienti forestali ma è praticamente assente da zone agricole o aree deforestate.

## Conservazione
La IUCN Red List, considerato il vasto areale, la popolazione numerosa e la tolleranza alle modifiche ambientali, classifica R.everetti come specie a rischio minimo (Least Concern).